# Athyreus bilbergi
Athyreus bilbergi är en skalbaggsart som beskrevs av Gray 1832. Athyreus bilbergi ingår i släktet Athyreus och familjen Bolboceratidae. Inga underarter finns listade.